# Wawan Setyobudi
Wawan Setyobudi (* 3. April 1975) ist ein ehemaliger indonesischer Straßenradrennfahrer.
Wawan Setyobudi wurde im Jahr 2000 Etappenzweiter bei den Perlis Open. In der Saison 2003 gewann er eine Etappe bei der Jelajah Malaysia und belegte in der Gesamtwertung den zweiten Platz. Ab 2004 fuhr er für das indonesische Wismilak Cycling Team. In seinem zweiten Jahr dort gewann Setyobudi die Wismilak Criterium Series de Tegal und ein Rennen in Subang. Im Jahr darauf war er bei der neunten Etappe der Tour d’Indonesia erfolgreich.

## Erfolge
2003
- eine Etappe Jelajah Malaysia

2006
- eine Etappe Tour d’Indonesia

## Teams
- 2004 Wismilak Cycling Team
- 2005 Wismilak Cycling Team
- 2006 Wismilak Cycling Team